# Ornithine
Ornithine (van het Griekse ornis, vogel) of 2,5-diaminopentaanzuur is een niet-essentieel α-aminozuur dat in de lever wordt aangemaakt uit arginine. Het aminozuur speelt een belangrijke rol bij het verwijderen van ammoniak, dat bij de afbraak van eiwitten ontstaat. Bij de afbraak van eiwitten ontstaat ammoniak, wat vanwege zijn neurotoxische werking uit het lichaam verwijderd moet worden. In de ureumcyclus wordt stikstof en ammoniak uit het lichaam verwijderd via de vorming van ureum dat via de urine wordt uitgescheiden. Ornithine is daarbij een belangrijke intermediaire stof.
Ornithine bezit een ketenvormige structuur met vijf koolstofatomen. Het bevat twee aminogroepen en hoort daardoor tot de groep basische aminozuren. In tegenstelling tot de meeste andere aminozuren is ornithine geen bouwsteen van proteïnen. Wel is het precursor van polyamines.

## Synthese
L-ornithine werd voor het eerst geïsoleerd in 1877 door Jaffe uit kippenuitwerpselen. De industriële productie van L-ornithine gebeurt door hydrolyse van L-arginine in een alkalisch milieu.

## Rol in ureumcyclus
Ornithine is een van de stofwisselingsproducten van de werking van het enzym arginase op L-arginine, waarbij ureum geproduceerd wordt. Daarom is ornithine een centraal onderdeel van de ureumcyclus, waardoor overtollige stikstof wordt verwijderd. Ornithine wordt daarbij hergebruikt en is in zekere zin een katalysator. Eerst wordt ammoniak omgezet in carbamoylfosfaat. Ornithine wordt omgezet in een ureumderivaat door carbamoylfosfaat. Een ander stikstofatoom wordt toegevoegd van aspartaat, waardoor fumaraat en het ontstane arginine wordt teruggehydrolyseerd tot ornithine, waarbij ureum ontstaat. De stikstofatomen van het ureum zijn afkomstig uit ammoniak en aspartaat, en de stikstof in ornithine blijft intact.
Bij de zeldzame genetische aandoening ornithinetranscarbamylasedeficiëntie is er een defect in het enzym ornithine transcarbamylase, dat de reactie katalyseert tussen carbamoylfosfaat en ornithine om citrulline en fosfaat te vormen. Daardoor is het vermogen van het lichaam om ammoniak uit te scheiden aangetast en hoopt ammoniak zich op in het lichaam.
Ornithine is een aminozuur dat niet in DNA gecodeerd is en daardoor is het niet betrokken bij de eiwitsynthese. Echter, in niet-hepatische weefsels van zoogdieren is het voornaamste doel van de ureumcyclus de biosynthese van arginine. Als tussenproduct bij metabole processen is ornithine daarom nogal belangrijk.

## Andere reacties
- Via de werking van de ornithinedecarboxylase is ornithine het uitgangspunt voor de synthese van polyamines, zoals putrescine. Ook is het precursor van de aminozuren arginine, glutamaat, glutamine en proline.

- In bacteriën, zoals E. coli, kan ornithine worden gesynthetiseerd uit L-glutamaat.

## Potentiële medische toepassingen
- In een humane placebo-gecontroleerde studie bleek L-ornithinesuppletie de vermoeidheid na inspanning (met behulp van een fietsergometer) te verminderen. De resultaten gaven aan dat L-ornithine bij de proefpersonen een vermoeidheidsverminderend effect heeft via het verhogen van de efficiëntie van de energieconsumptie en het bevorderen van de uitscheiding van ammoniak.[1][2]
- Een stabiel zout van L-ornithine en L-aspartaat (LOLA) is gebruikt bij de behandeling van cirrose.[3]
- Aminozuursupplementen, waaronder L-ornithine, worden vaak gebruikt door bodybuilders en gewichtheffers in de veronderstelling dat het de concentratie groeihormoon doet toenemen. Echter, klinisch onderzoek heeft aangetoond dat dit niet het geval is.[4]